# Decaspermum nitentifolium
Decaspermum nitentifolium är en myrtenväxtart som beskrevs av Elmer Drew Merrill och Lily May Perry. Decaspermum nitentifolium ingår i släktet Decaspermum och familjen myrtenväxter. Inga underarter finns listade i Catalogue of Life.